# Draken (1656)
Draken var ett regalskepp som byggdes på Stockholms skeppsgård på Skeppsholmen i Stockholm och sjösattes 1656. Hon tjänstgjorde som amiralsskepp för Claes Bielkenstierna under sjöslaget vid Møn 1657 och i Öresund 1658, samt för Carl Gustaf Wrangel i Femerbält 1659. Draken stötte på grund i slaget mellan Falsterbo och Stevns Klint 1677, vilket ledde till att fem andra skepp gick förlorade.